# Brussels Cycling Classic
La Brussels Cycling Classic, appelée Paris-Bruxelles jusqu'en 2012, est une course cycliste créée en 1893 et disputée en Belgique et dont l'arrivée a lieu à Bruxelles. Sous son appellation Paris-Bruxelles, elle se déroulait entre Soissons et Bruxelles.

## Histoire de l'épreuve

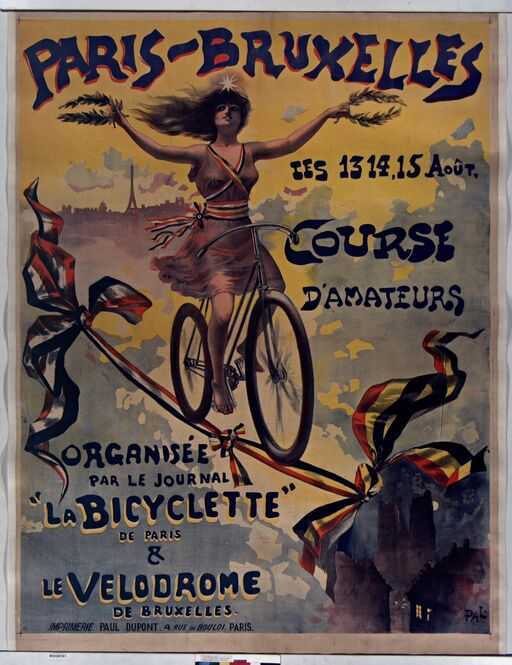
Affiche du Paris-Bruxelles en 1898

La classique Paris-Bruxelles, aussi appelée Course des Deux Capitales, est l'une des plus anciennes courses cyclistes. Elle a été créée en 1893 par les journalistes Lucensky et Minart de la Bicyclette et lancée pour de bon en 1907. Elle fut, jusqu'en 1966, une des classiques du calendrier. Son interruption, de 1967 à 1972, contribua fortement à faire baisser son prestige. Recourue en 1973, elle ne compta plus pour le classement du Super-Prestige Pernod cette année-là, ni en 1974. Elle y reparut de 1975 à 1987, année où ce classement disparut. Elle attira de moins en moins les grands champions, et devint ensuite une semi-classique. Elle fut longtemps la revanche de Paris-Roubaix quand elle était courue au printemps une semaine après la reine des classiques. Elle s'est ensuite disputée en septembre entre Soissons et Bruxelles.
En 2005, elle fusionne avec le Grand Prix Eddy Merckx (compétitions en contre-la-montre par équipes de deux). Cette fusion permet de faire face aux difficultés financières et de la redynamiser. Elle intègre cette année-là l'UCI Europe Tour en catégorie 1.HC. L'arrivée est déplacée d'Anderlecht à l'Atomium de Bruxelles, un édifice spécialement conçu pour l'Exposition universelle de 1958.
L'épreuve est arrêtée dans sa forme Soissons - Bruxelles en 2013 pour devenir Brussels Cycling Classic dès le 7 septembre 2013 et se court désormais uniquement en Belgique, autour de Bruxelles. Cette modification est due à une décision de l'UCI : dans le cadre de la lutte contre le dopage, les courses ne doivent plus faire plus de 200 km. En 2020, elle intègre l'UCI ProSeries, le deuxième niveau du cyclisme international.

## Palmarès

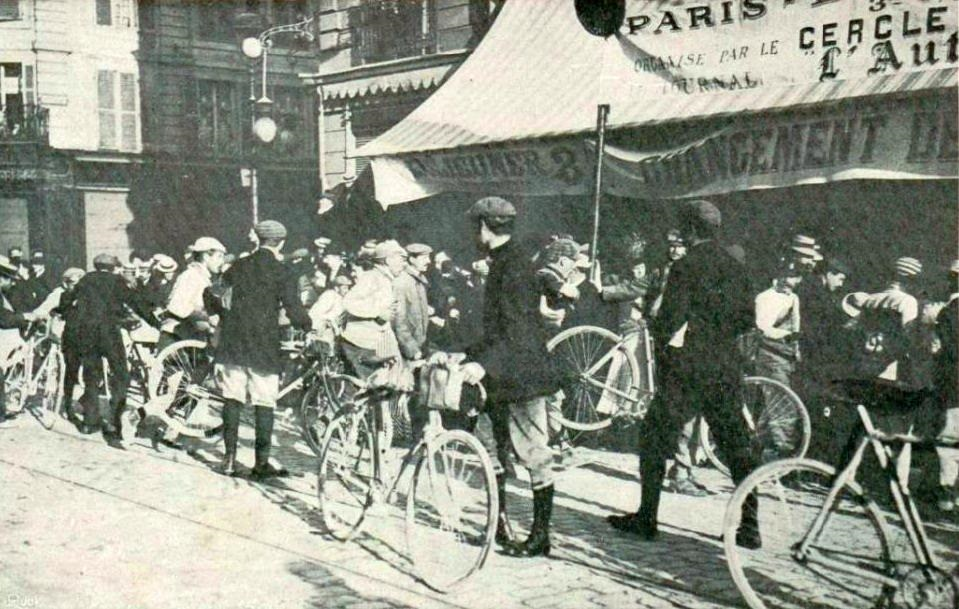
Le contrôle des coureurs à Reims en 1908 (et le vélo du futur vainqueur Petit-Breton à l'extrême droite).

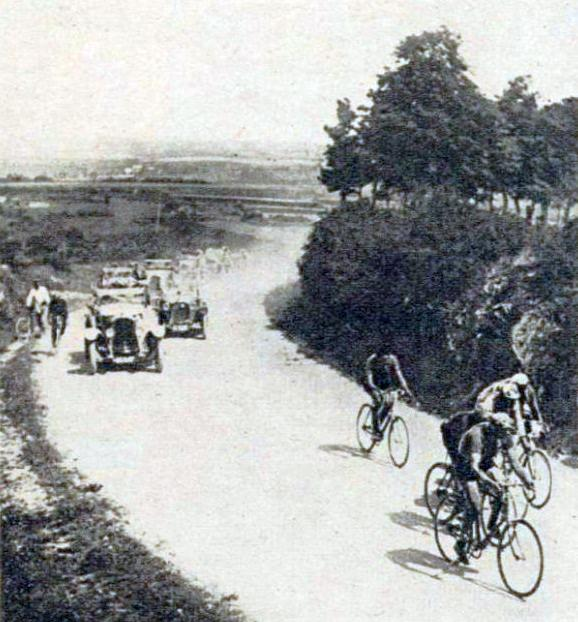
Van Hecke en tête à Hastières-Lavaux, en 1922.

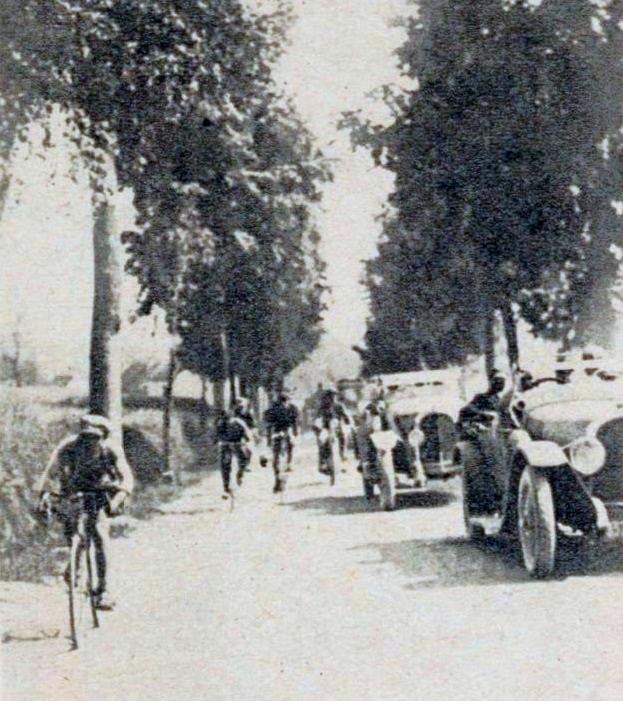
Félix Sellier le futur vainqueur 1922, avant Overyssche.

| Année                    | Vainqueur                                          | Deuxième                                           | Troisième                                          |
| ------------------------ | -------------------------------------------------- | -------------------------------------------------- | -------------------------------------------------- |
| Paris-Bruxelles          |                                                    |                                                    |                                                    |
| 1893                     | André Henry                                        | Charles Delbecque                                  | Fernand Augenault                                  |
| 1894-05                  | Non-disputé                                        | Non-disputé                                        | Non-disputé                                        |
| 1906                     | Albert Dupont                                      | Jules Patou                                        | Guillaume Coeckelbergh                             |
| 1907                     | Gustave Garrigou                                   | Charles Crupelandt                                 | Robert Wancour                                     |
| 1908                     | Lucien Petit-Breton                                | Cyrille Van Hauwaert                               | Louis Trousselier                                  |
| 1909                     | François Faber                                     | Gustave Garrigou                                   | Eugène Christophe                                  |
| 1910                     | Maurice Brocco                                     | Octave Lapize                                      | Cyrille Van Hauwaert                               |
| 1911                     | Octave Lapize                                      | François Faber                                     | Charles Crupelandt                                 |
| 1912                     | Octave Lapize                                      | Louis Luguet                                       | Oscar Egg                                          |
| 1913                     | Octave Lapize                                      | Cyrille Van Hauwaert                               | Charles Crupelandt                                 |
| 1914                     | Louis Mottiat                                      | Louis Heusghem                                     | Joseph Van Daele                                   |
| 1915-18                  | Non-disputé à cause de la Première Guerre mondiale | Non-disputé à cause de la Première Guerre mondiale | Non-disputé à cause de la Première Guerre mondiale |
| 1919                     | Alexis Michiels                                    | Émile Masson                                       | Francis Pélissier                                  |
| 1920                     | Henri Pélissier                                    | Louis Mottiat                                      | René Vermandel                                     |
| 1921                     | Robert Reboul                                      | Arthur Claerhout                                   | Alphonse Van Hecke                                 |
| 1922                     | Félix Sellier                                      | Laurent Seret                                      | René Vermandel                                     |
| 1923                     | Félix Sellier                                      | Maurice De Waele                                   | Alphonse Van Hecke                                 |
| 1924                     | Félix Sellier                                      | Gérard Debaets                                     | Marcel Colleu                                      |
| 1925                     | Gerard Debaets                                     | Adelin Benoît                                      | Nicolas Frantz                                     |
| 1926                     | Denis Verschueren                                  | Joseph Van Dam                                     | Félix Sellier                                      |
| 1927                     | Nicolas Frantz                                     | Marcel Huot                                        | Maurice De Waele                                   |
| 1928                     | Georges Ronsse                                     | Nicolas Frantz                                     | Hubert Opperman                                    |
| 1929                     | Pé Verhaegen                                       | Maurice De Waele                                   | Nicolas Frantz                                     |
| 1930                     | Ernest Mottard                                     | Joseph Demuysere                                   | Leander Ghyssels                                   |
| 1931                     | Jean Aerts                                         | Frans Bonduel                                      | Romain Gijssels                                    |
| 1932                     | Julien Vervaecke                                   | Gérard Loncke                                      | Georges Ronsse                                     |
| 1933                     | Albert Barthélémy                                  | Alfons Ghesquière                                  | Gerhard Esser                                      |
| 1934                     | Frans Bonduel                                      | Edgard De Caluwé                                   | Romain Maes                                        |
| 1935                     | Edgard De Caluwé                                   | Louis Hardiquest                                   | Frans Bonduel                                      |
| 1936                     | Éloi Meulenberg                                    | Frans Bonduel                                      | Louis Hardiquest                                   |
| 1937                     | Albert Beckaert                                    | Frans Bonduel                                      | Jules Lowie                                        |
| 1938                     | Marcel Kint                                        | Romain Maes                                        | Léon Louyet                                        |
| 1939                     | Frans Bonduel                                      | Albert Hendrickx                                   | Lucien Storme                                      |
| 1940-45                  | Non-disputé à cause de la Seconde Guerre mondiale  | Non-disputé à cause de la Seconde Guerre mondiale  | Non-disputé à cause de la Seconde Guerre mondiale  |
| 1946                     | Briek Schotte                                      | Sylvain Grysolle                                   | André Declerck                                     |
| 1947                     | Ernest Sterckx                                     | Maurice Desimpelaere                               | Alphonse De Vreese                                 |
| 1948                     | Lode Poels                                         | Albert Sercu                                       | Jean Bogaerts                                      |
| 1949                     | Maurice Diot                                       | Emmanuel Thoma                                     | Jacques Moujica                                    |
| 1950                     | Rik Van Steenbergen                                | Guy Lapébie                                        | Karel De Baere                                     |
| 1951                     | Jean Guéguen                                       | Bernard Gauthier                                   | Jean Baldassari                                    |
| 1952                     | Briek Schotte                                      | Marcel Dussault                                    | Roger Decorte                                      |
| 1953                     | Loretto Petrucci                                   | Briek Schotte                                      | Lode Anthonis                                      |
| 1954                     | Marcel Hendrickx                                   | Germain Derijcke                                   | Ferdi Kübler                                       |
| 1955                     | Marcel Hendrickx                                   | Gilbert Scodeller                                  | Germain Derijcke                                   |
| 1956                     | Rik Van Looy                                       | Bernard Gauthier                                   | Rik Van Steenbergen                                |
| 1957                     | Leon Van Daele                                     | Raymond Impanis                                    | Jan Adriaensens                                    |
| 1958                     | Rik Van Looy                                       | Pino Cerami                                        | Armand Desmet                                      |
| 1959                     | Frans Schoubben                                    | Willy Vannitsen                                    | Miguel Poblet                                      |
| 1960                     | Pierre Everaert                                    | André Darrigade                                    | Jean Graczyk                                       |
| 1961                     | Pino Cerami                                        | Gilbert Desmet                                     | Frans Schoubben                                    |
| 1962                     | Joseph Wouters                                     | Noël Foré                                          | Martin Van Geneugden                               |
| 1963                     | Jean Stablinski                                    | Tom Simpson                                        | Peter Post                                         |
| 1964                     | Georges Van Coningsloo                             | Rik Van Looy                                       | Benoni Beheyt                                      |
| 1965                     | Edward Sels                                        | Roger Verheyden                                    | Willy Bocklant                                     |
| 1966                     | Felice Gimondi                                     | Willy Planckaert                                   | Rik Van Looy                                       |
| 1967-72                  | Non-disputé                                        | Non-disputé                                        | Non-disputé                                        |
| 1973                     | Eddy Merckx                                        | Frans Verbeeck                                     | Rik Van Linden                                     |
| 1974                     | Marc Demeyer                                       | Roger De Vlaeminck                                 | Roger Rosiers                                      |
| 1975                     | Freddy Maertens                                    | Eddy Merckx                                        | André Dierickx                                     |
| 1976                     | Felice Gimondi                                     | Hennie Kuiper                                      | Antoon Houbrechts                                  |
| 1977                     | Ludo Peeters                                       | Marc Demeyer                                       | Bernard Hinault                                    |
| 1978                     | Jan Raas                                           | Gerrie Knetemann                                   | Jean-Luc Vandenbroucke                             |
| 1979                     | Ludo Peeters                                       | André Dierickx                                     | Martin Havik                                       |
| 1980                     | Pierino Gavazzi                                    | Marc Demeyer                                       | Jean-Philippe Vandenbrande                         |
| 1981                     | Roger De Vlaeminck                                 | Jan Raas                                           | Jan Bogaert                                        |
| 1982                     | Jacques Hanegraaf                                  | Pascal Jules                                       | Johan van der Velde                                |
| 1983                     | Tommy Prim                                         | Daniel Rossel                                      | Ralf Hofeditz                                      |
| 1984                     | Eric Vanderaerden                                  | Charly Mottet                                      | Eric Van Lancker                                   |
| 1985                     | Adrie van der Poel                                 | Jean-Philippe Vandenbrande                         | Pierino Gavazzi                                    |
| 1986                     | Guido Bontempi                                     | Sean Kelly                                         | Johan Capiot                                       |
| 1987                     | Wim Arras                                          | Jos Lieckens                                       | Eric Vanderaerden                                  |
| 1988                     | Rolf Gölz                                          | Laurent Fignon                                     | Marnix Lameire                                     |
| 1989                     | Jelle Nijdam                                       | Carlo Bomans                                       | Marcel Wüst                                        |
| 1990                     | Franco Ballerini                                   | Michel Dernies                                     | Danny Neskens                                      |
| 1991                     | Brian Holm                                         | Olaf Ludwig                                        | Johan Museeuw                                      |
| 1992                     | Rolf Sørensen                                      | Frans Maassen                                      | Phil Anderson                                      |
| 1993                     | Francis Moreau                                     | Jelle Nijdam                                       | Johan Museeuw                                      |
| 1994                     | Rolf Sørensen                                      | Franco Ballerini                                   | Sean Yates                                         |
| 1995                     | Frank Vandenbroucke                                | Frank Corvers                                      | Rolf Sørensen                                      |
| 1996                     | Andrea Tafi                                        | Johan Museeuw                                      | Michele Bartoli                                    |
| 1997                     | Alessandro Bertolini                               | Andreï Tchmil                                      | Andrea Tafi                                        |
| 1998                     | Stefano Zanini                                     | Mirko Celestino                                    | Michele Bartoli                                    |
| 1999                     | Romāns Vainšteins                                  | Beat Zberg                                         | Fabio Baldato                                      |
| 2000                     | Max van Heeswijk                                   | Frank Høj                                          | Ludovic Capelle                                    |
| 2001                     | Emmanuel Magnien                                   | Niko Eeckhout                                      | Romāns Vainšteins                                  |
| 2002                     | Robbie McEwen                                      | Olaf Pollack                                       | Jans Koerts                                        |
| 2003                     | Kim Kirchen                                        | László Bodrogi                                     | Maryan Hary                                        |
| 2004                     | Nick Nuyens                                        | Philippe Gilbert                                   | Allan Johansen                                     |
| 2005                     | Robbie McEwen                                      | Stefan van Dijk                                    | Jean-Patrick Nazon                                 |
| 2006                     | Robbie McEwen                                      | Tom Boonen                                         | Steven de Jongh                                    |
| 2007                     | Robbie McEwen                                      | Jeremy Hunt                                        | Honorio Machado                                    |
| 2008                     | Robbie McEwen                                      | Gert Steegmans                                     | Luca Paolini                                       |
| 2009                     | Matthew Goss                                       | Allan Davis                                        | Kristof Goddaert                                   |
| 2010                     | Francisco Ventoso                                  | Romain Feillu                                      | Stefan van Dijk                                    |
| 2011                     | Denis Galimzyanov                                  | Yauheni Hutarovich                                 | Anthony Ravard                                     |
| 2012                     | Tom Boonen                                         | Mark Renshaw                                       | Óscar Freire                                       |
| Brussels Cycling Classic |                                                    |                                                    |                                                    |
| 2013                     | André Greipel                                      | John Degenkolb                                     | Nacer Bouhanni                                     |
| 2014                     | André Greipel                                      | Elia Viviani                                       | Arnaud Démare                                      |
| 2015                     | Dylan Groenewegen                                  | Roy Jans                                           | Tom Boonen                                         |
| 2016                     | Tom Boonen                                         | Arnaud Démare                                      | Nacer Bouhanni                                     |
| 2017                     | Arnaud Démare                                      | Marko Kump                                         | André Greipel                                      |
| 2018                     | Pascal Ackermann                                   | Jasper Stuyven                                     | Thomas Boudat                                      |
| 2019                     | Caleb Ewan                                         | Pascal Ackermann                                   | Jasper Philipsen                                   |
| 2020                     | Tim Merlier                                        | Davide Ballerini                                   | Nacer Bouhanni                                     |
| 2021                     | Remco Evenepoel                                    | Aimé De Gendt                                      | Tosh Van Der Sande                                 |
| 2022                     | Taco van der Hoorn                                 | Thimo Willems                                      | Tobias Bayer                                       |
| 2023                     | Arnaud Démare                                      | Tobias Lund Andresen                               | Jordi Meeus                                        |
| 2024                     | Jonas Abrahamsen                                   | Biniam Girmay                                      | Kaden Groves                                       |
| 2025                     | Tim Merlier                                        | Alexis Renard                                      | Arnaud De Lie                                      |

### Vainqueurs multiples
| Nombre de victoires | Coureur          | Pays      | Années                       |
| ------------------- | ---------------- | --------- | ---------------------------- |
| 5                   | Robbie McEwen    | Australie | 2002, 2005, 2006, 2007, 2008 |
| 3                   | Octave Lapize    | France    | 1911, 1912, 1913             |
| 3                   | Félix Sellier    | Belgique  | 1922, 1923, 1924             |
| 2                   | Frans Bonduel    | Belgique  | 1934, 1939                   |
| 2                   | Briek Schotte    | Belgique  | 1946, 1952                   |
| 2                   | Marcel Hendrickx | Belgique  | 1954, 1955                   |
| 2                   | Rik Van Looy     | Belgique  | 1956, 1958                   |
| 2                   | Felice Gimondi   | Italie    | 1966, 1976                   |
| 2                   | Ludo Peeters     | Belgique  | 1977, 1979                   |
| 2                   | Rolf Sørensen    | Danemark  | 1992, 1994                   |
| 2                   | André Greipel    | Allemagne | 2013, 2014                   |
| 2                   | Tom Boonen       | Belgique  | 2012, 2016                   |
| 2                   | Arnaud Démare    | France    | 2017, 2023                   |
| 2                   | Tim Merlier      | Belgique  | 2020, 2025                   |

## Victoires par pays
| #  | Pays       |
| -- | ---------- |
| 50 | Belgique   |
| 18 | France     |
| 9  | Italie     |
| 7  | Australie  |
| 7  | Pays-Bas   |
| 3  | Luxembourg |
| 3  | Allemagne  |
| 3  | Danemark   |
| 1  | Suède      |
| 1  | Lettonie   |
| 1  | Espagne    |
| 1  | Russie     |
| 1  | Norvège    |